# Union du centre (nuance politique)
« Union du centre » ou « Union au centre » (abrégée en UC, BC-UC pour un binôme ou LUC pour une liste) est un terme et une nuance politique créée par le ministère de l'Intérieur français à l'occasion des élections municipales françaises de 2014.
Depuis 2021, cette nuance est attribuée à tout binôme ou liste obtenant le soutien ou l'investiture de plusieurs partis dits centristes.

## Contexte
La nuance a été utilisée la première fois pour catégoriser les listes ou binômes d'alliance entre le Mouvement démocrate et l'Union des démocrates et indépendants.
Par la suite, la nuance est recréée à la suite de l'apparition d'un parti centriste majeur, La République en marche, dans le paysage politique français. De fait, le ministère de l'Intérieur, désormais conscient du poids relativement important du centre en France et de sa fragmentation en de multiples partis, décide de créer une étiquette Union du centre sur le modèle déjà existant de listes d'Union de la gauche et d'Union de la droite.

## Mise en place
L'étiquette actuelle est créée par une circulaire du ministre de l'Intérieur, Christophe Castaner, le 10 décembre 2019, puis, après la suspension de celle-ci, par une nouvelle circulaire du 4 février 2020.
Dans le cadre des élections départementales et régionales de 2021, et dans un contexte de morcellement du paysage politique français, la nuance est renommée « Union au centre » par une circulaire du ministre de l'Intérieur en date du 15 avril 2021.

## Utilisation
La nuance est utilisée lors des élections municipales de 2014, des élections européennes de 2014, des élections sénatoriales de 2014 et des élections départementales de 2015.
Le ministère de l'Intérieur précise[Quand ?] que la nuance est attribuée à toute liste recueillant l'investiture de La République en marche ainsi que d'au moins un parti dit centriste, citant le Mouvement démocrate, Agir et l'Union des démocrates et indépendants.
À compter des élections départementales et régionales de 2021, la nuance est attribuée à tout binôme ou liste recevant le soutien ou l'investiture de plusieurs partis dits centristes, sans que La République en marche n'en fasse obligatoirement partie.

## Déclinaisons

### Union au centre et à droite
La nuance « Union au centre et à droite » (abrégée en UCD, BC-UCD pour un binôme ou LUCD pour une liste) est créée dans le cadre des élections départementales et régionales de 2021 et est attribuée aux binômes ou listes recevant le soutien ou l'investiture de plusieurs partis de centre et de droite, dont l'un (au moins) dispose d'une nuance propre.

### Union au centre et à gauche
La nuance « Union au centre et à gauche » (abrégée en UCG, BC-UCG pour un binôme ou LUCG pour une liste) est créée dans le cadre des élections départementales et régionales de 2021 et est attribuée aux binômes ou listes recevant le soutien ou l'investiture de plusieurs partis de centre et de gauche, dont l'un (au moins) dispose d'une nuance propre.